# Alien Shooter
«Alien Shooter: Начало вторжения» — компьютерная игра в жанре шутемапа с ролевыми элементами, разработанная Sigma Team и изданная «Руссобит-М» в 2003 году. Распространяется по shareware-схеме. Игра отличается большим количеством крови и мяса пришельцев.

## Игровой процесс

Игровой процесс Alien Shooter

Alien Shooter представляет собой шутемап с изометрическим видом. Игрок управляет персонажем для выполнения различных задач на уровне, заключающихся по большей части в уничтожении противников инопланетного происхождения, для чего есть различное оружие и улучшения. Полноценного сюжета в игре нет, её действие происходят в коридорах неизвестной научной лаборатории.
Основная задача игрока — уничтожение врагов. Для этого ему представлены 9 видов оружия различающиеся по своей мощи и патроны к нему, 3 вида брони и другие вспомогательные предметы. В игре есть ролевой элемент в виде 4 характеристик главного героя: здоровья, силы, скорости и точности, — зависящих от выбора между женским и мужским персонажем в начале, а также наличия «имплантатов». Всё это игрок может находить просто на локациях, в секретных местах и в виде трофеев с убитых противников или покупать в магазине, доступном при переходе между уровнями. Помимо уничтожения противников в цели играющего иногда входит дёргание рубильника или установка взрывчатки.
Отличительными чертами игры является её кровавость и огромное количество противников на локациях. После смерти монстры могут как оставить труп после короткой анимации, так и разлететься на кусочки, из-за чего под конец локация может быть завалена несколькими слоями тел и ошмётков мяса.

## Дополнения

### Alien Shooter: Fight for Life
Дополнение требует наличия полной версии оригинальной игры и содержит 5 новых уровней, отличающихся от десяти уровней оригинала повышенной сложностью. Также имеется сюжет-завязка о неком вирусе, способном остановить нашествие монстров. Задача героя — найти образец этого вируса. В финале игры мы узнаем, что образец вируса спасти не удалось, и он был уничтожен.

### Alien Shooter: The Experiment
Дополнение требует наличия полной версии оригинальной игры и содержит 5 новых, наисложнейших уровней. Содержит новую музыку, новые объекты ландшафта, и двух новых врагов: летающих монстров (Нетопырь) и тварей (Зубило), являющихся главным нововведением дополнения и сильнейшими монстрами в игре — быстрых, наносящих огромные повреждения и имеющих самый высокий уровень жизни существ. Как раз эти существа являются частью сюжета: будучи разработанными людьми для борьбы с нашествием тварей, новые существа были ассимилированы пришельцами и только усложнили выживание для человечества. В конце игры имеется босс: усовершенствованная тварь с атакующей установкой на спине.

### Theseus — Return of the Hero
В декабре 2005 года вышло дополнение Theseus — Return of the Hero, рассказывающее о похождениях Тесея — ещё одного героя, сражающегося с пришельцами. В игре предстоит вычистить целое гнездо пришельцев, расположившихся в небольшом европейском городке. В игру были добавлены 10 новых уровней, погодные эффекты, дополнительные задания, несколько видов оружия и оборудования, 3 вида монстров и 2 босса.

## Восприятие
| Сводный рейтинг       | Сводный рейтинг |
| Агрегатор             | Оценка          |
| --------------------- | --------------- |
| «Критиканство»        | 76/100          |
| Иноязычные издания    |                 |
| Издание               | Оценка          |
| GameSpot              | 6,4/10          |
| Русскоязычные издания |                 |
| Издание               | Оценка          |
| Absolute Games        | 82 %            |
| «PC Игры»             | 6,5/10          |
| «Игромания»           | 8,0/10          |
| «НИМ»                 | 3,7/10          |

Игра получила смешанные отзывы.

## Переиздание
Также было сделано переиздание на движке второй части, которое получило название Alien Shooter: Revisited (также известно как Возрождение). Это полная адаптация первой части с улучшенной графикой и слегка изменённым магазином, новыми героями на выбор и расширенным режимом Выживание.

## Наследие
На момент выхода Alien Shooter была одной из первых игр, где присутствовала механика расчленения противника. Особенность ее заключалась в том, что тела противников при убийстве не исчезают, в результате чего игровой уровень по мере прохождения преображается. При выходе в том же году игры Crimsonland отмечалась ее схожесть с Alien Shooter.
На данный момент компанией Sigma Team выпущено около 24 игр, действие которых происходит в той же вселенной, что и в первой части. Некоторые, включая продолжение, имели больший успех.

## Продолжение
У игры есть продолжение, Alien Shooter 2, в котором разработчики использовали улучшенный движок, добавили ролевые элементы и полноценный сюжет.
Alien Shooter TD — игра в жанре защиты башнями. Игроку предстоит нанимать солдат, покупая им патроны, после миссий есть возможность обучения отрядов и улучшения оружия. Распространяется в Steam.

### Комментарии
1. 1 2  На физических носителях.
2. ↑  На Западе и в сервисе Steam игра распространяется под кратким названием Alien Shooter.